# Midori-ku (Yokohama)
Pour les articles homonymes, voir Midori-ku.
Midori (緑区, Midori-ku) est l'un des dix-huit arrondissements de la ville de Yokohama au Japon. Il est situé au nord-ouest de la ville.

Position de l'arrondissement de Midori dans la ville de Yokoyama.

En 2016, sa population est de 180 582 habitants pour une superficie de 25,51 km2, ce qui fait une densité de population de 7 080 hab./km2.

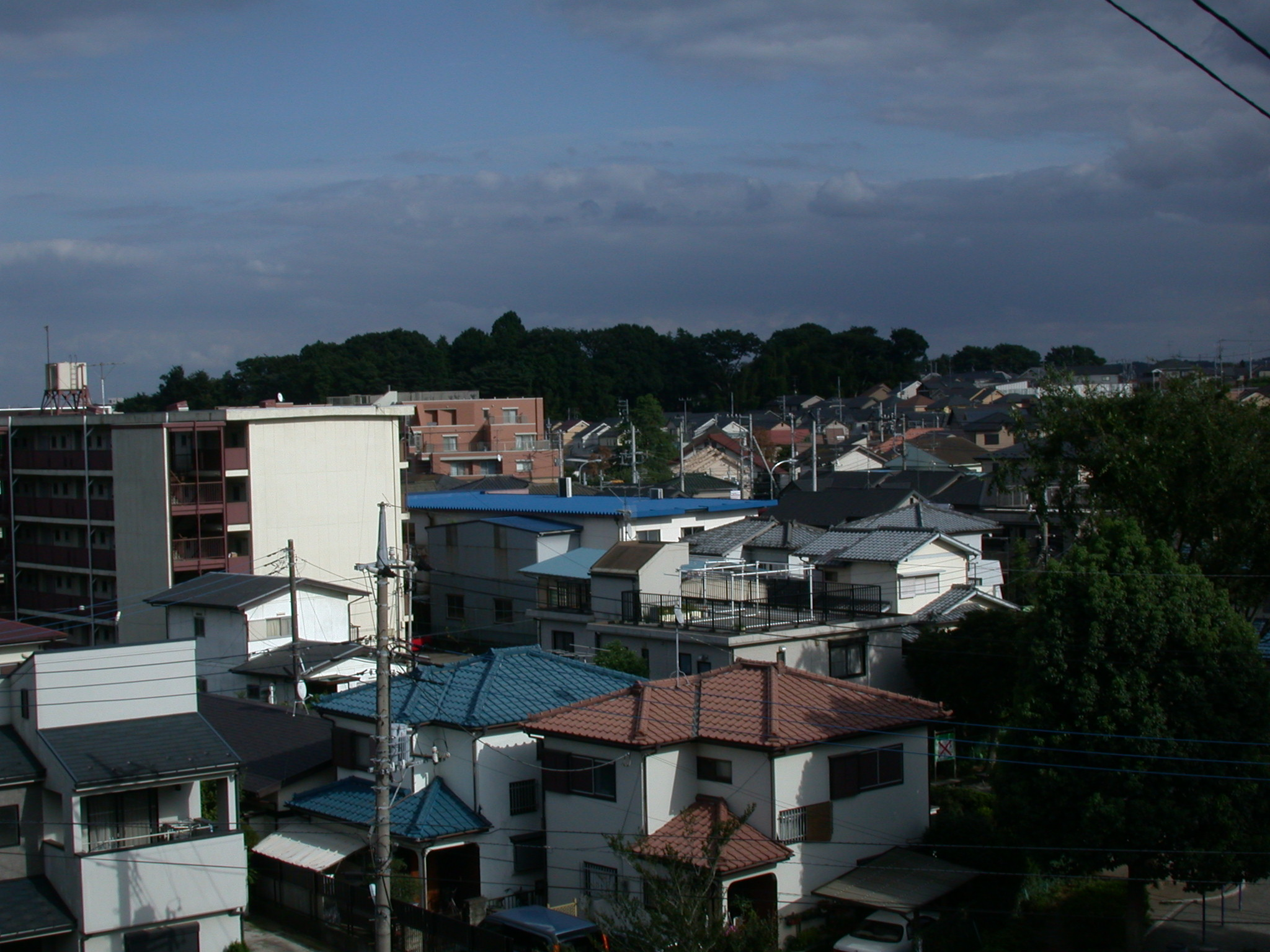
Vue de l'arrondissement de Midori.

## Transport publics
L'arrondissement est desservi par plusieurs lignes ferroviaires :
- ligne Yokohama de la compagnie JR East,
- ligne Den-en-toshi de la compagnie Tōkyū,
- ligne verte du métro de Yokohama.